# Alcaudete
Alcaudete er en by og kommune i det sydlige Spanien i provinsen Jaén. Den har et indbyggertal på 10.243 (2024) indbyggere.